# Mimographopsis
Mimographopsis är ett släkte av skalbaggar. Mimographopsis ingår i familjen vivlar.
Kladogram enligt Catalogue of Life:
| Mimographopsis | \| \| Mimographopsis pustulatus \| \| \| \| \| \| Mimographopsis viridicans \| \| \| \| |
|                | \| \| Mimographopsis pustulatus \| \| \| \| \| \| Mimographopsis viridicans \| \| \| \| |
|                | Mimographopsis pustulatus                                                               |
|                |                                                                                         |
|                | Mimographopsis viridicans                                                               |
|                |                                                                                         |